# Zračna luka Birdžand
Zračna luka Birdžand (IATA kod: XBJ, ICAO kod: OIMB) smještena je pokraj grada Birdžanda u istočnom dijelu Irana odnosno pokrajini Južni Horasan. Nalazi se na nadmorskoj visini od 1509 m. Zračna luka ima dvije asfaltirane uzletno-sletne staze dužine 2162 i 4000 m, a koristi se prvenstveno za tuzemne odnosno od 2006. godine i za inozemne letove. Izgrađena je još 1933. godine i treća je najstarija iranska zračna luka. Zračni prijevoznici koji nude domaće redovne letove u ovoj zračnoj luci uključuju Iran Air (iz/u: Mašhad, Teheran) i Iran Aseman Airlines (iz/u: Teheran), dok Taban Air nudi i međunarodne letove u sirijski grad Damask.

## Vanjske poveznice
- (engl.) DAFIF, World Aero Data: OIMB  Arhivirana inačica izvorne stranice od 3. ožujka 2016. (Wayback Machine)
- (engl.) DAFIF, Great Circle Mapper: XBJ